# يوحنا الثالث (بابا روما)
البابا يوحنا الثالث (باللاتينية: Ioannes III) ـ (توفي في 13 يوليو 574) هو بابا الكنيسة الكاثوليكية في الفترة من 17 يوليو 561 إلى وفاته سنة 574. ولد في أسرة مرموقة بمدينة روما، وكان والده عضوًا بارزًا (باللاتينية: vir illustris) بمجلس الشيوخ الروماني يدعى أناستاسيوس. ويقرر المؤرخ الكنسي السوري إفاغريوس سكولاستيكوس أنه سمي عند ولادته «كاتيلينوس» (باللاتينية: Catelinus)، غير أنه اتخذ اسم «يوحنا» بعد توليه البابوية.
شهدت حبرية يوحنا الثالث حدثين عظيمين، أولهما وفاة الإمبراطور البيزنطي جستينيان الأول في 14 نوفمبر 565، وثانيهما بدء غزو اللومبارديين لإيطاليا سنة 568 واجتياحهم لمعظم الشمال الإيطالي، إلى جانب وسط شبه الجزيرة الإيطالية، مهددين روما ذاتها.هناك حدث عظيم ولادة الرسول محمد صلى الله عليه وسلم علم 